# Flame of the Desert
Flame of the Desert és una pel·lícula muda estrenada el 26 d'octubre de 1919. Va ser dirigida per Reginald Barker i produïda per la Goldwyn Pictures Corp. i la Diva Pictures Inc. Protagonitzada per Geraldine Farrar, el seu marit Lou Tellegen i Alec B. Francis, narra la història d'una noia que s'enamora d'un fals sheik egipci el qual en realitat és un agent anglès infiltrat per aturar una conspiració contra l'Imperi Britànic. Es conserva una còpia de la pel·lícula a la Biblioteca del Congrés dels Estats Units i a la Filmoteca Nacional Italiana a Roma.

## Argument
Una delegació egípcia viatja a Londres per parlar de temes importants amb el govern. Dins de la delegació destaca un capitost d'una de les tribus del desert, el Sheik Essad. Lady Isabelle Channing visita l'ambaixada egípcia acompanyant el seu pare i allà ràpidament sent una forta atracció pel Sheik Essad. De totes maneres, prenent consciència de la diferència de classe i de raça, ell un capità d'una tribu àrab, es conté i amaga els seus sentiments. El germà d'Isabelle, Sir Charles Channing, és un home completament atrapat pel joc, per lo que té moltes dificultats financeres.
Conscient de la seva feblesa, accepta ser enviat a Egipte en una missió diplomàtica amb l'esperança que un canvi d'aires el pugui curar. Isabelle. que sempre l'ha intentat protegir, l'acompanya. Allà es troba de nou amb Essad que la salva quan es perd dins de la medina i es assetjada per moltes persones. En diferents trobades acaba enamorada d'Essad, el qual secretament s'entrevista amb els líders de les tribus que volen fer fora els britànics del país. Mentrestant el seu germà torna a caure en la seva passió pel joc i perd una gran quantitat de diners jugant contra Aboul Bey, un dels líders revolucionaris. Charles intenta pagar amb un xec falls però en ser descobert és sotmès a xantatge: si no entrega certs papers secrets de l'ambaixada es farà públic el seu comportament. El germà entrega alguns documents però després es nega a trair més el seu país i, desesperat, demana ajuda a la seva germana. Isabelle va amb el seu germà a la tenda d'Aboul per intentar negociar el pagament del deute i són retinguts. Aboul Bey intenta violar Isabelle però ella l'apunyala i el mata. En aquell moment apareix Essad i l'allibera dels seguidors d'Aboul. Ella pot escapar però Essad s'endarrereix per salvar també el germà i tots dos lluiten fins que són capturats.
Charles acaba confessant que els anglesos estan al corrent dels plans dels revolucionaris els quals decideixen avançar-los i aixecar tothom en armes. La revolta fracassa però, ja que en aquell moment arriben les tropes britàniques, guiades per Isabelle i sufoquen la rebel·lió. Després, Essad explica que en realitat ell és anglès i que ha actuat disfressat de noble egipci per tal d'infiltrar-se en la rebel·lió. Aquesta revelació dona ales a la relació d'ells dos.

## Repartiment
- Geraldine Farrar (Lady Isabelle Channing)
- Lou Tellegen (Sheik Essad)
- Alec B. Francis (Sir John Carleton, pare de Lady Isabelle)
- Edythe Chapman (Lady Snowden)
- Casson Ferguson (Sir Charles Channing)
- Macey Harlam (Aboul Bey)
- Syn De Conde (Abdullah)
- Milton Ross (Sheik)
- Ely Stanton (Ullah)
- Jim Mason (Sheik del desert)
- Louis Durham (Sheik del desert)
- Kate Lester